# Delavska godba Trbovlje - V živo
Delavska godba Trbovlje - V živo je album v živo Delavske godbe Trbovlje, ki je izšel leta 1998 v samozaložbi. S tem albumom je Delavska godba Trbovlje zaznamovala petindevetdeseto obletnico obstoja in aktivnega delovanja, ki jo je orkester praznoval 16. maja 1998. Prve tri skladbe so s tekmovalnega nastopa, ki ga je Delavska godba Trbovlje izvajala na 12. svetovnem prvenstvu pihalnih orkestrov v Kerkradeju na Nizozemskem 18. julija 1993, zadnji dve skladbi pa sta bili posneti na koncertih v Delavskem domu Trbovlje v letih 1995 in 1996.

## Seznam skladb
| Št.             | Naslov                | Glasba            | Priredba        | Dolžina |
| --------------- | --------------------- | ----------------- | --------------- | ------- |
| 1.              | „Chanson de Matin‟    | Edward Elgar      | Johan de Meij   | 3:29    |
| 2.              | „Le Chant de l'Arbre‟ | Serge Lancen      |                 | 16:03   |
| 3.              | „Symphonia Sacra‟     | Désiré Dondeyne   |                 | 12:29   |
| 4.              | „Oregon‟              | Jacob de Hann     |                 | 10:05   |
| 5.              | „Rock Symphonie‟      | Manfred Schneider |                 | 12:31   |
| Skupna dolžina: | Skupna dolžina:       | Skupna dolžina:   | Skupna dolžina: | 54:37   |

Dirigent: prof. Alojz Zupan

## Naslovnica
Pri tem albumu je treba omeniti tudi naslovnico, saj je na njej slika trboveljskega akademskega slikarja Janeza Kneza z naslovom »Zasavska krajina«, olje (1997).